# إضراب طلبة الطب والصيدلة 2023
إضراب طلبة الطب والصيدلة بالمغرب 2023 هو نوع من التحركات الاحتجاجية التي تم قيادتها من قبل طلاب كليات الطب والصيدلة والمتدربين وممثليهم في اللجنة الوطنية لطلبة الطب والصيدلة وطب الأسنان. جاء هذا الاحتجاج ردًا على قرار وزير التعليم العالي والبحث العلمي والابتكار، عبد اللطيف ميراوي، بتقليص فترة الدراسة في كليات الطب والصيدلة من 7 إلى 6 سنوات، بهدف زيادة عدد الأطباء الخريجين.
شهدت هذه الحركة الاحتجاجية العديد من التصعيدات، منها الوقفات الاحتجاجية والإنزال الوطني أمام قبة البرلمان في الرباط يوم الخميس 07 دجنبر 2023. اختتمت بمقاطعة كاملة مفتوحة للدروس النظرية والتطبيقية والامتحانات في جميع كليات الطب والأسنان في المغرب، إلى جانب إعلان الطلبة والمتدربين أخذ إضراب مفتوح اعتبارًا من السبت 16 دجنبر 2023؛ حيث قدم الطلاب ملفا مطلبيا شاملا يُظهر جميع مطالبهم إلى وزارة التعليم العالي والبحث العلمي والابتكار ووزارة الصحة.
صباح الجمعة 8 نونبر 2024، أعلنت اللجنة الوطنية لطلبة الطب والصيدلة وطب الأسنان رسميًا نهاية الإضراب الذي استمر لما يقارب أحد عشر شهرًا. وجاء هذا الإعلان بعد التوافق على المقترح الحكومي الجديد، الذي حاز على دعم الأغلبية في التصويت النهائي، مما أسدل الستار على واحدة من أطول وأبرز محطات النضال الطلابي في قطاع التعليم الطبي.

## الخلفية

### تخفيض مدة التكوين
قال وزير التعليم العالي والبحث العلمي والابتكار، عبد اللطيف ميراوي، في تصريح لجريدة هسبريس الإلكترونية بتاريخ 18 فبراير 2022، إن توجيه الاهتمام نحو توفير التغطية الصحية لجميع المغاربة يشكل الهدف الرئيسي وراء قرار تقليص مدة دراسة الطب في الكليات إلى ست سنوات.
سجل ميراوي أن النموذج التنموي السابق كان ينص على فترة دراسية قدرها خمس سنوات فقط، ولكن بعد المشاورات، تم اعتماد فترة دراسية تبلغ ست سنوات لدراسة الطب بدلاً من سبع سنوات.
وكشف المسؤول الحكومي أنه تم التواصل مع عمداء المؤسسات لتنسيق تفاصيل تنفيذ هذا التغيير، مُوضحاً الإجراءات الضرورية من حيث الأعداد الكافية للأساتذة والبنايات لضمان نجاح هذه الخطوة.
ميراوي أوضح أن تحقيق التغطية الصحية الشاملة يتطلب توفر عدد كبير من الأطباء والممرضين، مشدداً على أهمية تنفيذ الخطة الجديدة لضمان تحقيق الأهداف المستهدفة.
وفي السياق نفسه، أكد أن سنوات التكوين ستنخفض من 7 سنوات إلى 6 سنوات، مع زيادة عدد المقاعد الدراسية المتاحة للطلاب في كليات الطب والصيدلة وكليات طب الأسنان بالمغرب.

### رد فعل الطلبة
رأى الطلبة هذا القرار كخرق صريح للفقرة 11 من نص "الاتفاق بين وزارة الصحة ووزارة التعليم العالي والبحث العلمي وتكوين الأطر والتنسيقية الوطنية لطلبة الطب وطب الأسنان سنة 2015" والتي تنص على ما يلي:
11. إشراك التنسيقية الوطنية لطلبة الطب في جميع ورشات الإصلاح التي تهم طلبة الطب وطب الأسنان بالمغرب.
وبالرغم من إنزال القرار بشكل فجائي دون أدنى إشراك للجنة ممثلي الطلبة وعدم احترام الاتفاق إلا أن الطلبة اختاروا تجاهل الخرق، و تركه يمر مرور الكرام والتمسك بأمل إنزال نص منظم يرضي الأطراف.
غير أن القشة التي قسمت ظهر البعير هي تماطل الوزارة في وضع النص المنظم للسلك الثالث في ظل الاستغناء عن السنة السابعة تماطلا دام أزيد من سنتين دون أن يلوح بصيص أمل "دفتر بيداغوجي" في الأفق، خصوصا وأن الموسم القادم 2024 - 2025 سيعرف وصول أول دفعة للسنة السادسة حسب "النظام الجديد" في ظل غياب معطيات حول الكيفية التي سيتم بها تكديس السلك الثالث من الدراسات الطبية في سنة واحدة.
وما زاد الطين بلة هو سياسة زيادة عدد الوافدين الجدد المعتمدة بتعليمات من وزارة ميراوي، والتي أدت إلى اكتظاظ في المدرجات الدراسية وأراضي التدريب الإستشفائية، دون أي جهود ملموسة لتحسين القدرة الاستيعابية للكليات أو المستشفيات، وما لهاته السياسة من إشكالات خطيرة حول جودة التكوين.
وفي ظل سياسة الضبابية والعشوائية التي يراها الطلبة تهدف إلى إنتاج أطباء "أرقام" لا أطباء أكفاء، بدأ طلبة كليات الطب والصيدلة وطب الأسنان بجل ربوع المملكة ممارسة حقهم المشروع في الاحتجاج.

## المطالب
لتوضيح أسباب نضالهم، قدم طلبة الطب والصيدلة وطب الأسنان ممثلين باللجنة الوطنية لطلبة الطب والصيدلة وطب الأسنان ملفا مطلبيا يشمل مطالبهم، ويأتي الملف بعد تنظيم جموع عامة تم خلالها التصويت بالإجماع على محاور الملف والذي يضم:
- الرفض القاطع لقرار تخفيض مدة التكوين من سبع لست سنوات إلى حين الإصدار الكامل للنصوص التنظيمية والقانونية المؤطرة، والتعامل الكلي مع تبعيات هذا القرار (تخرج دفعتين في سنة واحدة...).
- معالجة المشاكل والتقييدات الإدارية التي تكتنف اختيار ومناقشة الأطروحات.
- إدراج مواد طب الأسرة مشروط بكونه اختياريا وغير ملزم لنيل شهادة الدكتوراه في الطب.
- هيكلة السلك الثالث باستئناف العمل على على النظام الجديد للسلك الثالث بإشراك فعال ومباشر للجنة الوطنية، مع إعادة النظر في الوضعية القانونية للطبيب المقيم داخل وخارج أراضي التدريب الإستشفائية.
- إعادة النظر في ظروف التكوين خلال السلك الثالث.
- فتح المستشفى الجامعي بأكادير العمل على اعداد أراضي التدريب الاستشفائية بكل من العيون، كلميم، بني ملال والراشيدية.
- إعادة تهيئة الأراضي الاستشفائية الحالية وتجهيزها بالمعدات اللازمة (معدات كافية، قاعات الدروس، مراحيض مخصصة...).
- تهيئة أراضي التدريب الاستشفائية لطلبة طب الأسنان (كرسي علاج لكل طالبين على الأقل، التكفل المطلق بمعدات التكوين...).
- تأطير وطني للتكوين النظري طلبة الطب والصيدلة وطب الأسنان بوضع "مرجع عام" للمعارف والمهارات للطبيب والصيدلي وطبيب الأسنان يُوحد جميع الكليات.
- هيكلة الشق التطبيقي للتكوين: وضع دفتر تحملات للتداريب الإستشفائية، تحديد أعداد المتدربين بكل مصلحة استشفائية، إنشاء لجنة مؤطرة للتداريب بكل كلية.
- ضمان حق الطلبة في الاستفادة من التغطية الصحية والحماية من حوادث الشغل والأمراض المهنية.
- إعادة النظر في قيمة التعويضات عن المهام (تعويض هزيل يقدر بـ 21 درهم لليوم)، ومعالجة طريقة صرفها يحيث يتم صرفها شهريا لا على دفعات.

## المسلسل النضالي

### احتجاجات محلية

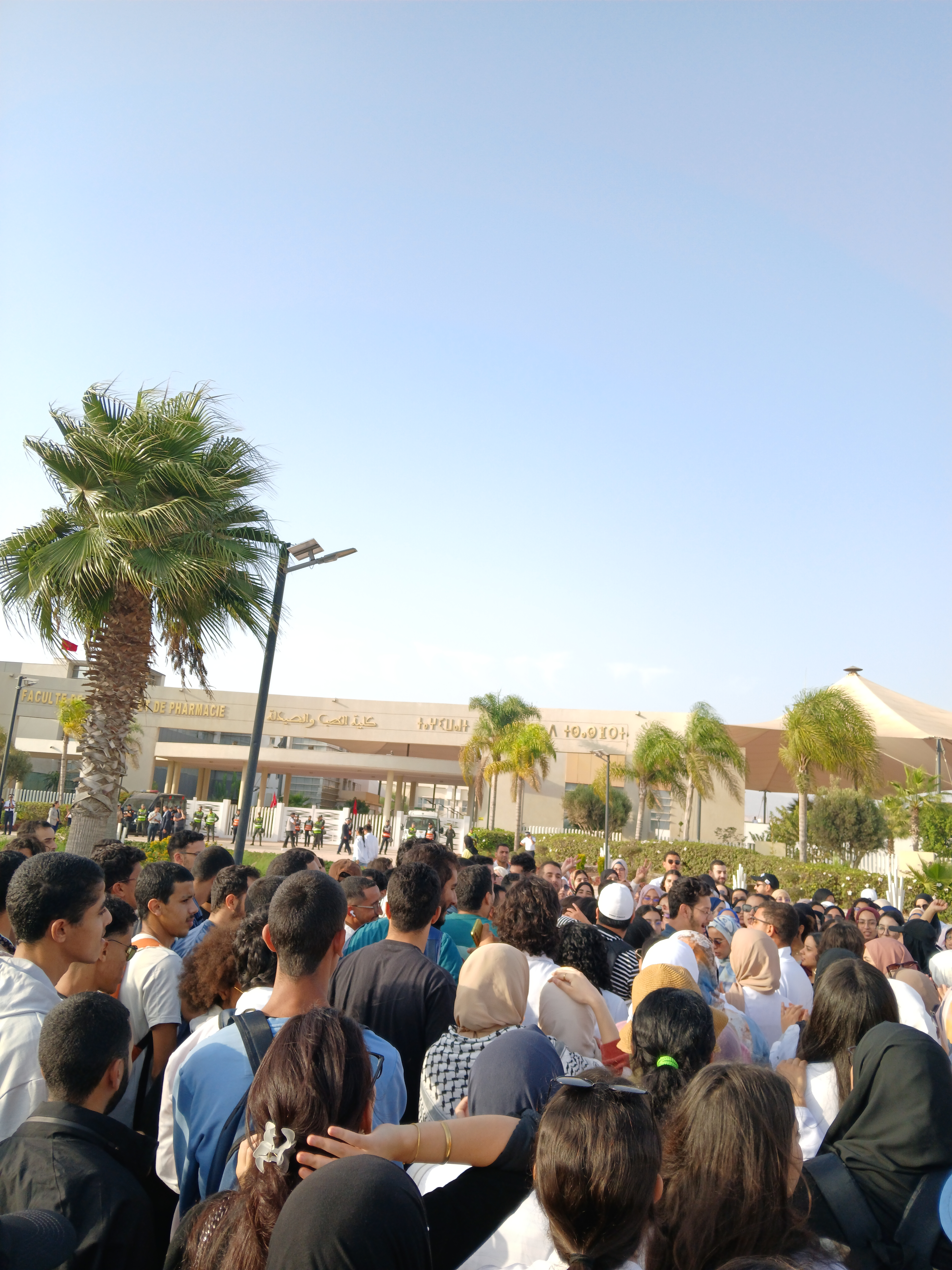
احتجاجات محلية للطلبة بكلية الطب والصيدلة بأكادير

اندلعت الحركة الاحتجاجية بأشكال محلية على مستوى كل كلية على حدة، حيث أخذت هذه التحركات توجيهها بمواكب احتجاجية تعتمل بالحماسة، متضمنة إضرابات وطنية تشمل الدروس النظرية والتطبيقية والتدريبات الاستشفائية، مع إستثناء المداومات النهارية والليلية ومهام الإنعاش لأيام متفرقة من بداية الموسم الدراسي 2022 - 2023. واُتخذ هذا القرار بناءً على ما توضحه بلاغات اللجنة الوطنية لطلبة الطب والصيدلة وطب الأسنان، حيث ألقت باللوم على وزارتي التعليم العالي والبحث العلمي والابتكار، والصحة والحماية الاجتماعية، بسبب عدم تحقيقهما لوعودهما السابقة، وتقليص سنوات الدراسة دون توضيح واضح حول السلك الثالث ومستقبل الدراسات الطبية في المغرب.
وتجاه إصرار الوزارتين على سياسة الصمت والتجاهل، لم يجد الطلاب وممثلوهم سوى اللجوء إلى خطوات تصعيدية أكثر حدة، معبرين عن استيائهم الشديد تجاه تقاعس الحكومة وعدم استجابتها لمطالبهم المشروعة.

### الإنزال الوطني الأول أمام قبة البرلمان

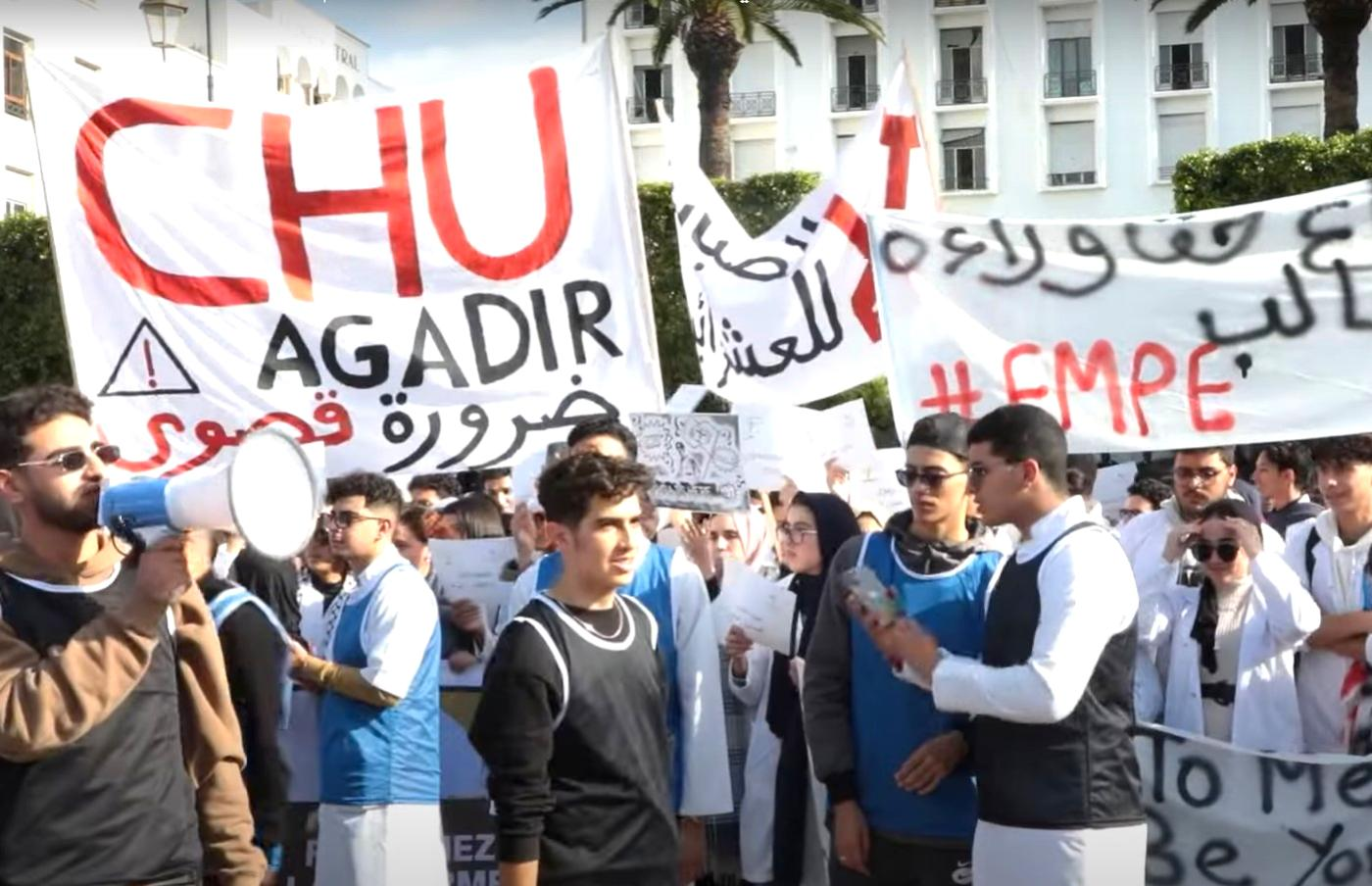
الإنزال الوطني الأول أمام قبة البرلمان لطلبة الطب والصيدلة يوم الخميس 07 دجنبر 2023

دعت اللجنة الوطنية لطلبة الطب وطب الأسنان والصيدلية بالمغرب، إلى تنظيم إنزال وطني، عن طريق وقفة وطنية احتجاجية أمام قبة البرلمان بالرباط، يوم الخميس 07 دجنبر 2023، مُرفقا بإضراب وطني شامل عن الدروس النظرية والتطبيقية والتداريب الاستشفائية والمداومات الليلية والنهارية يومي الخميس والجمعة 07 و08 دجنبر 2023. في خطوة عبرت عن مدى سخط الطلبة وامتعاضهم من التعنت المستمر الذي تمارسه الوزارة وهدفت للحصول على رد فعل واضح ومستعجل عن مطالبهم.
غير أن الوزارتين أعارتا الطلبة "أذنا صماء"، حيث لم توجه لهم أي دعوة لحوار مباشر للاستماع والنقاش، في خطوة رآها الطلبة تعمل كوقود يُلقى على النار وتجاهلا صريحا لجو الاحتقان والسخط الذي يسود الطلبة وأهاليهم.

### دخول الطلبة في إضراب مفتوح
قرر طلبة كليات الطب والصيدلة وطب الأسنان الدخول في “إضراب شامل ومفتوح” عن التداريب الاستشفائية والدروس النظرية والتطبيقية، مع مقاطعة جميع الامتحانات، ابتداء من يوم السبت 16 دجنبر 2023 في خطوة اعتبروها الحل الوحيد المتبقي لضمان استجابة فعلية من الوزارتين. واعتبرت اللجنة الوطنية لطلبة الطب وطب الأسنان والصيدلة، في بيان لها أن هذه الخطوة الاحتجاجية تأتي في خضم “المسلسل النضالي الذي يعيشه طلبة الطب والصيدلة وطب الأسنان بالمغرب، دفاعا عن جودة التكوين مع استمرار مسلسلي الضبابية والاكتظاظ” في حين تحمل الوزارتين المسؤولية التامة عن كل أشكال التصعيد والشلل الذي طال كليات الطب والمستشفيات التابعة لها.

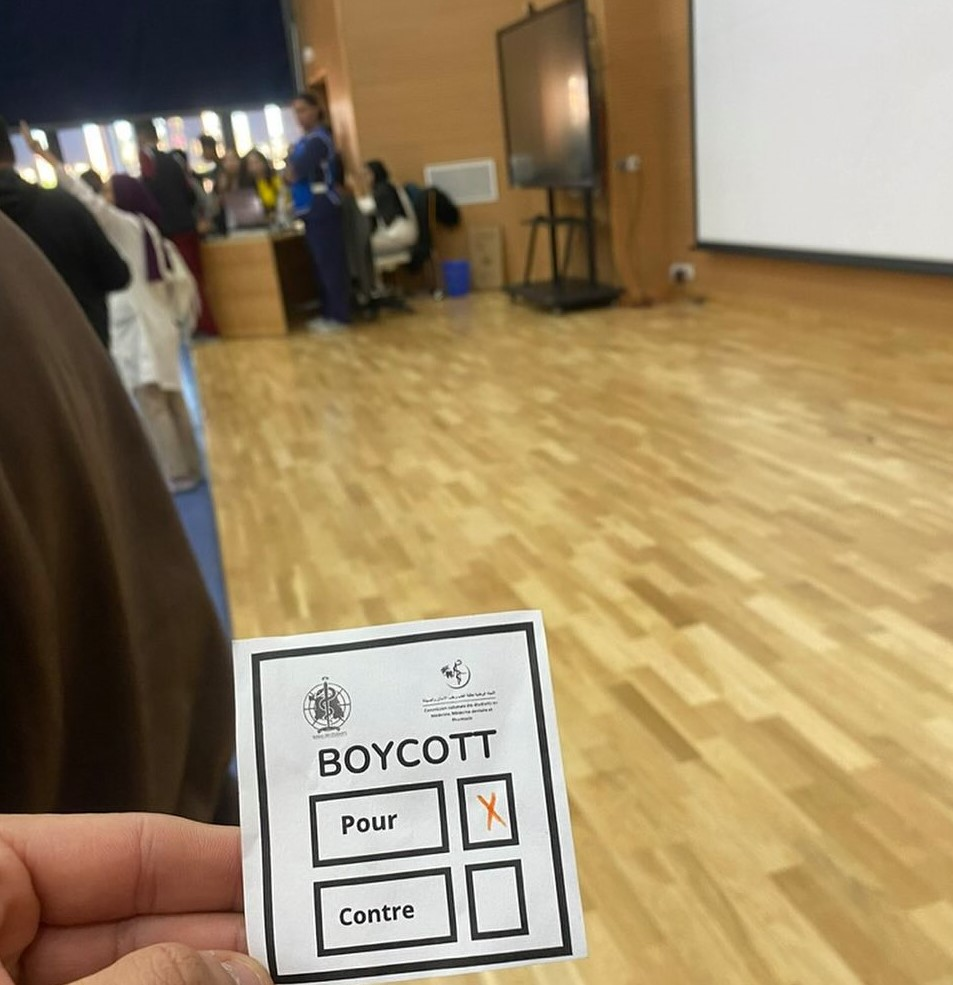
تصويت طلبة الطب و الصيدلة على قرار المقاطعة

ويأتي القرار بعد نتائج تصويت استفتائي نزيه علني في جميع كليات الطب بالمغرب والتي عرفت شبه إجماع من الطلبة للدخول في إضراب مفتوح بنسبة تعدت الخمس التسعين بالمائة (95%). وتأتي هذه الخطوة الجريئة كتعبير صارخ عن استياء الطلبة واستنكارهم للوضع الراهن، حيث يعتبرونها آخر وسيلة متاحة لهم للدفاع عن حقوقهم الأكاديمية وضمان تحسين جودة التعليم والتدريب الطبي. وفي ظل التحديات التي يواجهونها، يصبح الإضراب المفتوح خيارًا حاسمًا يرمز إلى قوة ووحدة صوت الطلبة في مواجهة ما يرونه تقاعسًا وإهمالًا من الجهات المعنية.
كما وضعت اللجنة رهن الوزارتين ملفا مطلبيا تم تدارسه والتصويت عليه بالإيجاب في جموع عامة وطنية تقريرية ومصيرية لطلبة الطب و الصيدلة وطب الأسنان، وجعلت رجوع الطلبة الى صفوف الدراسة رهينا بتحقيق محاوره.

### الإنزال الوطني الثاني أمام قبة البرلمان
بعد مرور أزيد من شهر من مقاطعة كل من الدروس والإمتحانات وكذا التداريب الاستشفائية دون أي جواب مرضي ومقنع من الوزارتين المعنيتين (وزارة الصحة والحماية الاجتماعية، ووزارة التعليم العالي والبحث العلمي والابتكار)؛ عاد طلبة الطب والصيدلة وطب الأسنان إلى ممارسة حقهم في الاحتجاج، باعتباره من وسائل التعبير وإبداء الرأي التي يضمنها الدستور المغربي حسب الفصل 25، وذلك بإنزال سلمي وطني أمام قبة البرلمان يوم الجمعة 19 يناير 2024 بالعاصمة الرباط؛ إنزال كان من المزمع أن يكون مسيرة سلمية على الأقدام من مقر وزارة الصحة والحماية الاجتماعية إلى قبة البرلمان، إلا أن المسيرة لم تبصر النور؛ إذ قُوبلت برفض مفاجئ من السلطات. وفي هذا السياق، أفاد ياسر الدرقاوي، رئيس مكتب طلبة الطب بالرباط، في تصريح لجريدة هسبريس الإلكترونية بأن "تم اتخاذ قرار من قبل السلطات بمنع المسيرة التي وضعنا بلاغا بوقوعها قبل أكثر من 72 ساعة. ورغم ذلك، نحن نحترم قرار السلطات، ولهذا السبب اكتفينا بتنظيم وقفة أمام البرلمان."
وصل الطلبة أمام البرلمان بأعداد غفيرة؛ حيث شارك عدد كبير غير مسبوق من الطلبة من كافة أرجاء المملكة في هذه الفعالية الاحتجاجية، التي اعتبروها صوتا مصيريا لتحقيق مطالبهم المشروعة، واستمرت الوفود الطلابية في التجمع أمام قبة البرلمان، رغم رفض السلطات للمسيرة المخطط لها، حيث أعرب الطلاب عن تصميمهم على التمسك بحقوقهم ومطالبهم المشروعة. كما رفع الطلبة شعارات تعبيرية تندد بالوضع الحالي وتطالب بتحسين ظروف التعليم والرعاية الصحية في البلاد.
وأكد الطلاب، في تصريحات مختلفة للصحافة، أن الهدف من هذه الوقفة الاحتجاجية هو جعل صوت الطلاب مسموعًا وفهم آلامهم وتحدياتهم التي يواجهونها في ظل الظروف الراهنة. وطالب الطلبة بفتح قنوات حوار فعّالة مع السلطات للعمل على إيجاد حلول جادة لمشاكل التكوين التي يواجهونها.

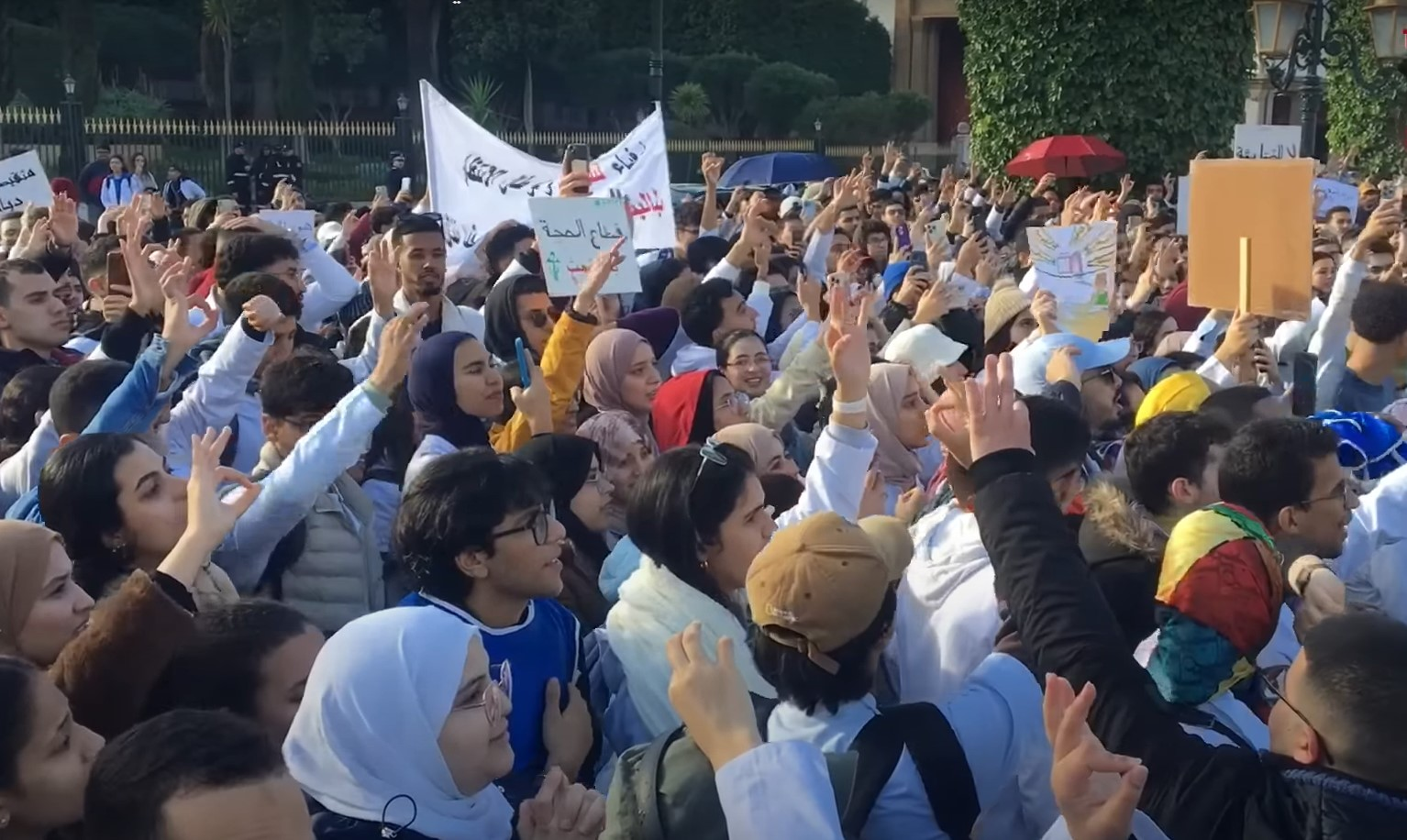
طلبة الطب يرفعون شارة الصفر أمام القرارات العشوائية للوزارة في إنزال وطني بالرباط يوم الجمعة 19 يناير 2024

تجدر الإشارة إلى أن هذه الوقفة الاحتجاجية تأتي في سياق مطالب عديدة تتعلق بجودة التعليم والرعاية الصحية في المملكة، وتعكس إرادة الطلاب في المطالبة بتحسين البنية التحتية للتعليم وتوفير الظروف الملائمة للتدريس والتعلم والتدريب في كل من الجامعات والأراضي الإستشفائية.

### الإنزال الوطني الثالث أمام قبة البرلمان
دعت اللجنة الوطنية لطلبة الطب وطب الأسنان والصيدلة بالمغرب، إلى تنظيم إنزال وطني ثالث، أمام قبة البرلمان بالرباط، يوم الخميس 29 فبراير 2024، بعد أزيد من شهرين و نصف من مقاطعة الدروس والإمتحانات وكذا التداريب الاستشفائية في كليات الطب والصيدلة بربوع المملكة، ردا عن تصريح وزيري الصحة والعليم العالي اللذان أعلنا عن البدء في اجراءات جزرية ضد الطلبة المضربين كمنح نقطة الصفر لمقاطعي الإمتحانات، وكذا تصريح وزير التعليم العالي الذي يفيد أن الطلبة "محرضون" من أفراد أو أقليات معينة و"مرغمون" على الخوض في هذه المقاطعة دون رضاهم تحت ظروف ترهيب وتخويف تمارس عليهم من طرف زملائهم؛ تصريح اعتبرته اللجنة مغلوطا ويضرب ضربا صريحا في مصداقية ومشروعية المقاطعة التي لم يتم الدخول فيها إلا بعد تصويت ايجابي بلغت نسبته أزيد من 95%، وتأكد على أن هذه المقاطعة قادها الطلبة من أجل الطلبة والدفاع عن حقوقهم المهضومة.

ولإثبات رغبتهم الكاملة وإصرارهم على المطالبة بحقوقهم، حج طلبة الطب من شتى أطراف المملكة نحو العاصمة الرباط لتوضيح أن القرار قرارهم والخيار خيارهم وأن إستمرار المقاطعة بيدهم دون أي ترهيب من أي جهة مهما كانت، إلا أن الوزارتين بألاعيبهما الملتوية وأياديها الخفية كانت تتربص بهم تربص الذئب بفريسته وتنتظر الانقضاض؛ إذ منع طلبة كلية الطب بكل من وجدة وأكادير من التنقل في التراب الوطني، واُقْتيدوا كالمجرمين خارج وسائل نقلهم بل وجُر آخرون إلى مخافر الشرطة دون أي تهمة ثابتة، في خرق واضح وصريح لما جاء به الفصل 24 من الدستور المغربي2011:
[...] حرية التنقل عبر التراب الوطني والاستقرار فيه، والخروج منه، والعودة إليه، مضمونة للجميع وفق القانون.
وكذا ما جاءت به المادة 12 من العهد الدولي الخاص بالحقوق المدنية والسياسية للأمم المتحدة والذي صادقت عليه المملكة المغربية سنة 1977:
1. لكل فرد يوجد على نحو قانوني داخل إقليم دولة ما حق حرية التنقل فيه وحرية اختيار مكان إقامته.
كما ان الأسلوب التعسفي الذي اقتيد به الطلبة خارج وسائل نقلهم لم يزد إلا في حدة حنق وغضب الطلبة وحقدهم على الوضعية المزرية التي يعيشونها، حيث تم طردهم بطريقة مهينة في جوف الليل في أماكن بعيدة بعشرات الكيلوميترات عن محل إقامتهم، وعاشوا ليلة تصفها إحدى طالبات كلية أكادير بأنها "أشبه بكابوس مرعب مشبع بأحاسيس السخط والحنق و"الحكرة"، كان هناك شعور بالخطر والترقب في هواء المحطة الطرقية التي هُجرنا فيها وصار أقصى آمالنا العودة إلى منازلنا سالمين" في حين رفض آخرون الاستسلام والخضوع لسطوة السلطات وخاضوا "مغامرة" صعبة ومتعرجة المسالك للحاق بالركب وضمان أن صوتهم سيظل مسموعا وأن مطالبهم البسيطة و"الخبزية" ستجد من يهتف بها.
وبالرغم من التضييقات الممنهجة لردع وتكميم صوت الطلبة، في محاولة بئيسة ويائسة من الوزارتين لتقليل عدد الوافدين إلى الإنزال الوطني، إلا أن الطلبة لم يكونوا قطيع غنم ينتظر انقضاض الذئب، بل كانوا أسودا تصدوا لترهيب الوزارتين بـ"هجمة مرتدة"؛ إذ ناهز عدد المشاركين في الوقفة 9 آلاف طالب وطالبة من مختلف كليات الطب والصيدلة وطب الأسنان العمومية بالمغرب مدعومين بآباءهم وأولياء أمورهم للتعبير عن تشبثهم بكل ما تضمنه ملفهم المطلبي وللدفاع عن حقهم في الإضراب المشروع دستوريا ودوليا، رافعين شعارات شديدة اللهجة ضد وزير التعليم العالي عبّروا من خلالها عن رفضهم القاطع لتصريحاته حول موافقة غالبية الطلبة المعنيين للمقترحات الحكومية وعدم تأثرهم بالإجراءات الوزارية، وأنهم سيواصلون احتجاجاتهم حتى لو عنى ذلك الوصول إلى نقطة الصفر التي وعدهم بها الوزير في حالة استمرارهم في مقاطعة الدروس والتداريب الاستشفائية. وأكد الطلبة على استمرارهم في احتجاجاتهم السلمية كحق مشروع يكفله القانون، وأنهم عازمون على المضي قدما في نضالهم حتى تحقيق مطالبهم العادلة.

### حل مكاتب الطلبة ومنع أنشطتها وتوقيف ممثلي الطلبة
قررت عميدة كلية الطب والصيدلة بالدار البيضاء أنه “ابتداء من 19 مارس 2024 تُحل جميع مكاتب الطلبة بكلية الطب والصيدلة بالدار البيضاء ابتداء من نفس التاريخ، وتحظر جميع أنشطة المكاتب سالفة الذكر”، وأسند تنفيذ هذا المقرر إلى إدارة كلية الطب والصيدلة بالدار البيضاء، وصدر مقرر مماثل عن رئيس جامعة محمد الخامس بالرباط بالنيابة بحل نوادي الطلبة بكلية الطب والصيدلة BDEM وCEP وبحظر جميع أنشطتها داخل الجامعة. في خطوة تلعب فيها الوزارتين أوراقها الأخيرة وتحاول قمع المقاطعة بتنحية رؤوسها جاهلة أن مستقبل هذه الأخيرة ليست بيد شخص واحد أو جهة معينة، بل بيد كل فرد اجتاز امتحانات القبول بنجاح بكلية الطب والصيدلة العمومية.
كما تمادت لدرجة استدعاء 52 طالبا على الصعيد الوطني لمجالس تأديبية تحت أعذار واهية وباطلة، قصد تخويفهم وبث الرعب في قلوبهم، الا أن هذه الممارسات الجبانة لن تزعزع اصرارهم واصرار كافة طلبة الطب على التمسك بحقهم والدفاع باستماتة عنه.
ثم بدأ سباق التوقيفات، إذ وزعت ازيد من 30 سنة متفرقة ومتنوعة بين توقيف وطرد على عدد من ممثلي الطلبة، ونالت كلية الطب التابعة لجامعة الحسن الأول بوجدة الصدارة بحصيلة 8 طلاب أُصدرت في حقهم قرارت توقيف لمدة موسمين جامعيين من مجمل كليات الجامعة، وإقصاء طالب من كلية الطب ووجدة إقصاء نهائيا مصحوب بتوقيف لمدة موسمين جامعيين. ولم تتخلف كلية الطب بالرباط عن الركب؛ إذ انضمت لسباق التوقيفات بما مجموعهُ لحد الساعة ثلاثة طلاب تم توقيفهم لمدة عامين، وذلك بناءً على نتائج المجلس التأديبي المنعقد بتاريخ 21 مارس 2024. فيما قررت كلية الطب بطنجة إقصاء طالبين من المؤسسة مع منعهما من التسجيل لموسمين جامعيين. كما دخلت كلية الطب ببني ملال السباق بقوة بعد إعلانها عن طرد طالب بصفة نهائية من الكلية مع توقيفه مدى الحياة من التسجيل في كل كليات الجامعة. قرارات أقل ما يمكن ان يقال عنها انها كارثية وجائرة في حق طلبة تهمتهم الوحيدة هي الدفاع والنضال من اجل حقوقهم، نضال يهدف بالدرجة الأولى الى تجويد التكوين، والنهوض بالصحة العمومية بالمغرب كنتيجة.

### الإنزال الوطني الرابع أمام قبة البرلمان
نظم طلبة الطب والصيدلة تحت لواء اللجنة الوطنية لطلبة الطب وطب الأسنان والصيدلة وقفة احتجاجية رابعة يوم الاثنين 06 ماي 2024 أمام قبة البرلمان بالعاصمة الرباط، وقفة كان من المزمع تنظيمها يوم الخميس 25 ابريل 2024، غير أن الطلبة أجمعوا على تأجيلها كبادرة "حسن نية" وإظهاراً منهم لرغبتهم للحوار والتفاوض سعيا لحل يرضي الأطراف. وطبعا لم تسلم هاته الوقفة مثلها مثل نظيراتها من تضييق السلطات وقمعها؛ إذ حُشدت قوات الأمن بقوة وأجهضت ما كان "مسيرة" من ساحة باب الاحد الى ساحة قبة البرلمان بل وكانت حريصة على منع انتقال المسيرة إلى الشارع الرئيسي محمد الخامس، وأجبرت المحتجين على اتخاذ طرق جانبية للوصول إلى ساحة البرلمان.
لكن الطلبة كعادتهم تسلحوا بروحهم النضالية ووحدتهم الطلابية وحرصوا على إنجاح وقفتهم، وواصلوا النداء بضرورة فتح حوار جدي مع الوزارات المعنية حول مطالبهم المتمثلة في تحسين جودة التكوين والإشراف، وكذا ضرورة الغاء قرارات التوقيف والطرد الصادرة في حق ممثلي الطلبة بربوع كليات المملكة تحت تهمة "التحريض"، تهمة أكد الطبة أنها ليست سوى افتراء محض ومحاولة جبانة لطمس روح النضال، وشددوا أن قرار الدخول في مقاطعة شاملة للدروس والتداريب والامتحانات لم يوضع الا بعد استفتاء ديمقراطي نزيه وحر عبّر فيه الطلبة بكل حرية عن موقفهم تجاه قرار المقاطعة، وإجماعهم على هذا القرار ما هو إلا نتيجة مباشرة لوعيهم بحقوقهم المهضومة واصواتهم المكتومة، وأن سياسة التجاهل التي تتبناها الوزارتين المعنيتين هي "المحرض" الرئيس والوحيد لاستمرار المقاطعة.
وأكد طلبة الطب والصيدلة وطب الأسنان على تمسكهم بمطالبهم الكاملة، بما في ذلك الدفاع عن ممثليهم الطلابيين المطرودين والموقوفين وكذا الطلبة المكررين، واعتبارهم نقاطًا لا رجعة فيها في ملفهم المطلبي. وحذرت اللجنة الوطنية لطلبة الطب والصيدلة من أن قرار السلطات بإغلاق باب الحوار تحت ذريعة الاستجابة لجزء من المطالب فقط، لن ينتج عنه سوى تعقيد الأزمة وتأجيج الاحتقان. وشددت اللجنة على أن الواقع يختلف تمامًا عما تم الإعلان عنه، حيث لا تزال الخطوط الحمراء التي يطرحها الطلبة، مثل تقليص سنوات الدراسة الطبية، وتوسيع مجالات التدريب العملي، والزيادة الكبيرة في أعداد الطلبة الجدد، وقضايا الدراسات العليا، وزيادة قيمة المنح، لم يتم التعامل معها بشكل إيجابي. وشددت على ضرورة الاستجابة الكاملة لمطالبهم قبل التفكير في حل الأزمة.

### وقفات بالشموع

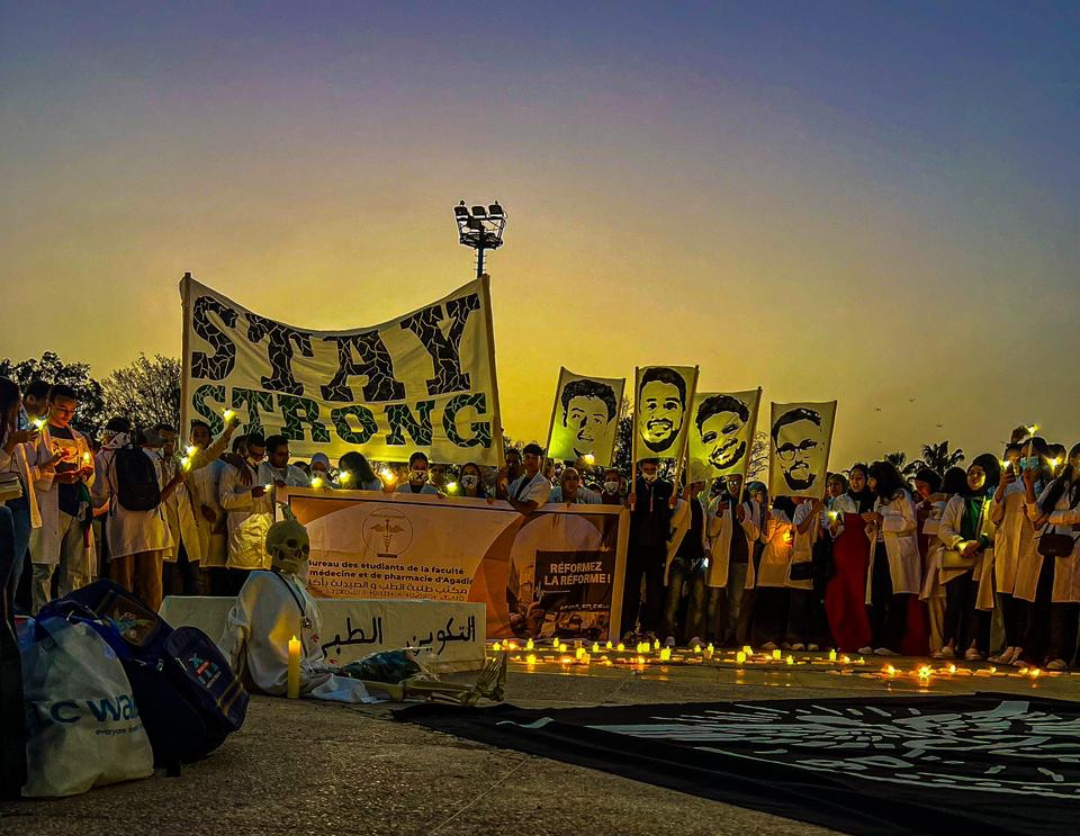
وقفة بالشموع نظمها طلبة الطب والصيدلة بأكادير يوم 27 ماي 2024

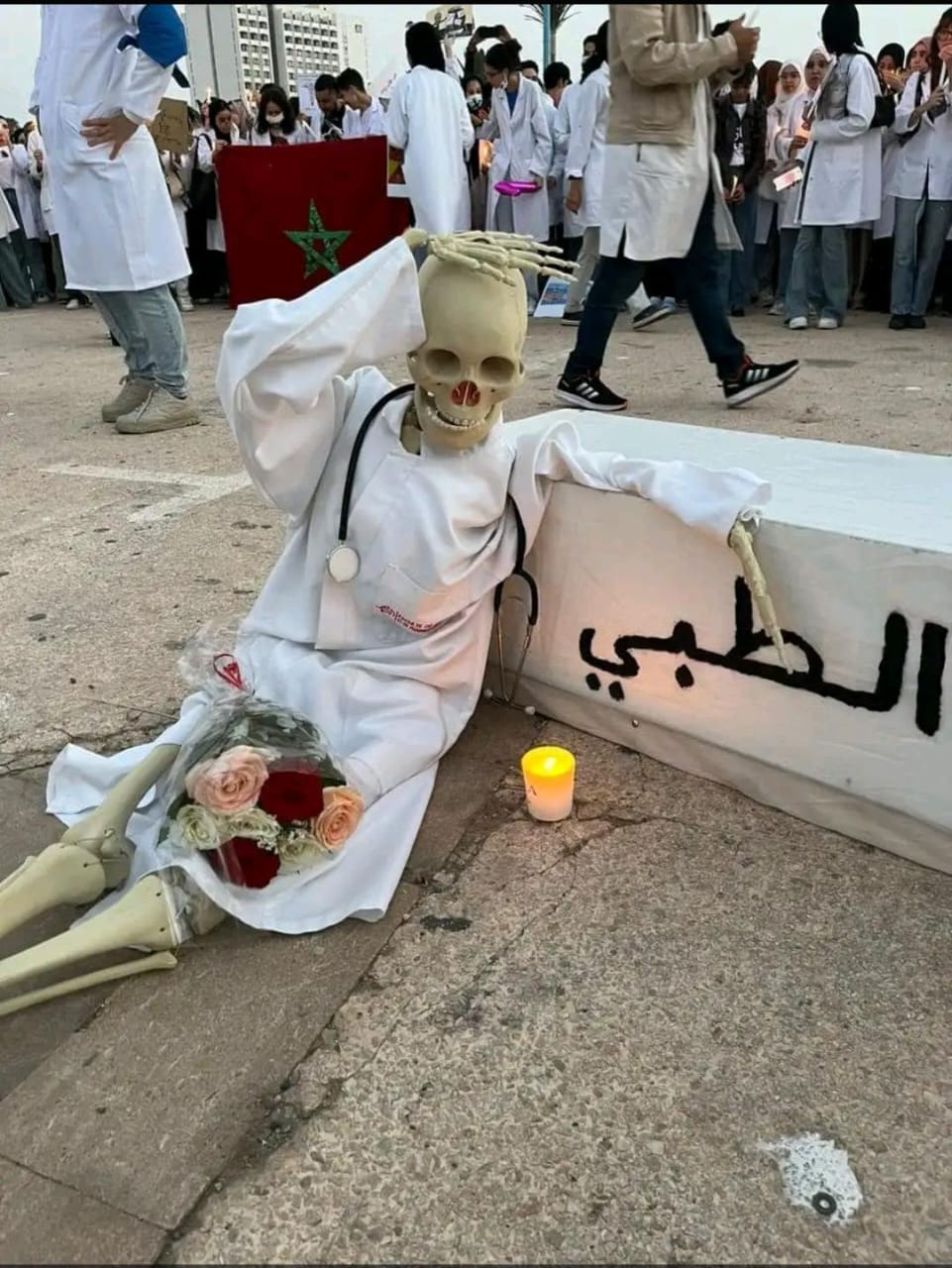
صورة لهيكل عظمي يرتدي رداءا طبيا أبيض بجانب تابوت، يجسد وضعية طلاب الطب

في خضم احتقان ملف طلبة الطب وطب الأسنان والصيدلة، استمرت احتجاجاتهم المنددة بغياب أي مؤشرات للانفراج، حيث عمَّ الحراك الطلابي جل المدن المغربية. وتجلى ذلك في وقفات الشموع التي نظمها الطلبة بكافة مدن المملكة، آخرها بمدينة اكادير حيث خاضوا يوم السبت 27 ماي 2024 مسيرة ملحمية تقشعر لها الأبدان، مسيرة بالمئات انطلقت من المديرية الجهوية للصحة صوب ساحة الامل بأكادير. وارتدى الطلبة وزراتهم البيضاء وهتفوا بالصوت الواحد بشعارات تبعث الرهبة في النفوس ورفعوا صور ممثليهم الموقوفين كوسلية تعبير عن تضامنهم اللامشروط مع الممثليين واعتبار إسقاط قرارات التوقيف والطرد خطا احمر لا يقبل النقاش ولا عودة الى المدرجات الا بعد تحقيقه وحمل الآباء والأمهات رفقة ابنائهم الشموع، معبرين عن دعمهم للقضية ومطالبين برئيس الحكومة للتدخل العاجل لحل الملف.
وبلغة بليغة، عبّر الآباء المحتجون عن قلقهم إزاء مصير أبنائهم الطلبة، معتبرين أنهم "مستعدون للحوار بشأن ملفهم المطلبي وليسوا هواة إضرابات واحتجاجات". وأضافوا أن الامتحانات باتت على الأبواب دون أن يلوح في الأفق أي حل لهذه الأزمة.
وفي ذات السياق، حذرت عائلات طلبة الطب والصيدلة بمراكش من تصعيد آخر للملف، جراء توقيف ممثلي الطلبة وإصدار أحكام تجاوزت 30 سنة في حق 60 طالبًا، وصفوها بالسابقة التي لم يشهدها المغرب منذ عقود.
ينادي الطلبة بفتح حوار جدي لتفادي "سيناريو السنة البيضاء"، في ظل الاحتقان المتصاعد وغياب المؤشرات المشجعة لحل هذا الملف المعقد. وفي الآن ذاته ينفون كون هذا السيناريو ورقة ضغط أو تهديد بيد الوزارتين؛ إذ يرفعون شعارات من قبيل "سنة بيضاء ارحم من مستقبل أسود" يؤكدون من خلالها أنه لا خنوع ولا استسلام حتى النصر والظفر بالمطالب، وعودة الطلبة الموقوفين إلى مقاعدهم الدراسية حيث ينتمون.

### تأجيل امتحانات الدورة الربيعية
بدأت مؤشرات الحل تلوح في أفق أزمة طلبة الطب بالمغرب، حيث أعلنت عدة كليات للطب والصيدلة تأجيل امتحانات الدورة الربيعية المقررة في الثالث من يونيو الجاري، في خطوة تهدف إلى المساهمة في استئناف السير العادي للمؤسسات وإنقاذ السنة الدراسية الحالية. فقد اعلنت كلية الطب والصيدلة التابعة لجامعة ابن زهر بأكادير عن قرارها بتأجيل الامتحانات، موضحة أن هذا الإجراء يأتي في إطار فتح آفاق جديدة لاستئناف النشاط الطبيعي للكلية وإنقاذ العام الدراسي الحالي.وأشارت الكلية إلى أن قرارها جاء استجابة لمقترحات الأساتذة وطلبات الطلبة، مؤكدة أن البرمجة الجديدة للامتحانات سيتم الإعلان عنها لاحقًا.
وفي نفس السياق، اتخذت جامعة سيدي محمد بن عبد الله بفاس، شأنها شأن أغلب كليات الطب بالمملكة، الخطوة ذاتها لصالح طلبة كلية الطب والصيدلة وطب الأسنان.  حيث أفادت عمادة الكلية أن تأجيل الامتحانات يأتي سعيًا منها للمساهمة في استعادة السير الطبيعي للمؤسسة وإنقاذ السنة الدراسية، وأخذًا بعين الاعتبار مقترحات الأساتذة واستجابة لمطالب الطلبة.  
وأضافت الكليات أنه سيتم الإعلان قريبًا عن الجدول الزمني الجديد لهذه الامتحانات التي كان مقررًا إجراؤها اعتبارًا من الثالث من يونيو الحالي.

### المقترح الحكومي
في تطور جديد لمسلسل التوتر المستمر في كليات الطب وطب الأسنان والصيدلة، قدمت الحكومة عرضًا للطلبة بهدف إيجاد حل للأزمة التي استمرت لأزيد من أربعة أشهر.
مقترحات توصلت بها اللجنة الوطنية لطلبة الطب والصيدلة وتقاسمتها مع جموع الطلبة يوم الثلاثاء 11 يونيو 2024، ومن أبرز النقاط التي جاء بها العرض ما يلي:
1. مدة التكوين: يظل الطلبة الذين يتابعون دراستهم حاليا بكليات الطب والصيدلة (من السنة الأولى إلى السنة الخامسة) خاضعين للهيكلة البيداغوجية الحالية للتكوين الطبي (6 سنوات) ويستفيدون إمكانية زيادة سنة سابعة إضافية من التداريب المؤدى عنها بشكل اختياري. مقترحٌ حاولت من خلاله الحكومة حل مسألة "السبع السنوات" العالقة. في حين يندرج الطلبة الجدد (دفعة 2024-2025) ضمن هيكلة بيداغوجية جديدة ترتكز على ثلاث مراحل، ومدة تكوين في ست سنوات (2+4)، وغلاف زمني إجمالي يفوق 5000 ساعة، ما يفوق نصفها مخصص للتداريب السريرية.
2. مواصلة زيادة عدد المقاعد: رفع عدد المقاعد البيداغوجية في كليات الطب والصيدلة، مع افتتاح ثلاث كليات جديدة في مناطق درعة، تافيلالت، بني ملال-خنيفرة، وكلميم-واد نون، بالإضافة إلى إنشاء مراكز استشفائية جامعية جديدة لكل كلية.
3. التدريب السريري: توسيع أراضي التداريب الاستشفائية لتشمل المراكز الاستشفائية الجهوية والإقليمية ومؤسسات الرعاية الصحية الأولية، إضافة إلى تعزيز التأطير البيداغوجي.
4. برنامج التكوين: إدراج مواد جديدة في المناهج، بما في ذلك مهارات في مجالات الطب عن بعد، الذكاء الاصطناعي، والتأهيل في طب الأسرة، إضافة إلى اعتماد وحدات تعليمية مبتكرة مثل المحاكاة.
5. التغطية الصحية: تحسين الوضعية القانونية للطلبة، بما في ذلك التغطية الصحية الإجبارية واستفادتهم من وجبات الغذاء خلال فترة المداومة، إلى جانب تعزيز حقوق الطلبة والمتدربين في ما يتعلق بالتعويضات.
6. تحسين البنية التحتية: تجهيز جميع كليات الطب والصيدلة بمعدات المحاكاة والطب عن بعد، وتطوير البنيات التحتية لتتوافق مع الزيادة في عدد الطلبة.
7. الزيادة في التعويضات: الرفع من التعويضات عن التداريب الاستشفائية الإلزامية المخصصة للطلبة المتدربين الخارجيين المسجلين في السنة الثالثة، الرابعة، الخامسة، والسادسة في الطب والصيدلة مع اعتماد منصة معلوماتية على مستوى وزارة الصحة والحماية الاجتماعية لتدبير التعويض عن المهام، تتيح صرفها بشكل شهري ابتداءً من يناير 2025.

وأجرى الطلبة، يومه الثلاثاء 11 يونيو 2024، اقتراعًا وطنيًا دعت إليه اللجنة الوطنية لطلبة الطب والصيدلة وطب الأسنان، والذي انتهى في حدود الساعة الخامسة مساءً بعد مشاركة واسعة للطلبة في جموعهم العامة، حيث تمت مناقشة المقترحات المقدمة لهم عقب الحوار الذي جرى بين ممثلي الطلبة وممثلي الحكومة.

### تباين موقف طلبة الطب وطلبة الصيدلة
لم تكن ردود فعل طلبة الطب إيجابية تجاه هذا المقترح؛ فقد أعرب العديد منهم عن عدم رضاهم واعتبروا أن العرض الحكومي غير شامل، فرغم الجوانب الايجابية التي تخللت المقترح الا أن الطلبة أصروا أنه لا يستجيب لمطلبهم الأول وهو عدد سنوات الدراسة، إذ اعتبروا قرار تقليص سنوات الدراسة يشكل خرقا صريحا للفصل 6 من الدستور المغربي:
الفصل 6: [...] ليس للقانون أثر رجعي.
أي أن القانون لا يُطبق بأثر رجعي على الأحداث أو الوقائع التي حدثت قبل دخوله حيز التنفيذ. بمعنى آخر، قرار تقليص سنوات الدراسة الصادر بتاريخ 18 فبراير 2022 لا يجب أن يطبق على الدفعات التي التحقت بكلية الطب قبل هذا التاريخ. وبذلك فالتطبيق التعسفي لهذا القرار على الدفعات الثلاث (السنة الثالثة، الرابعة والخامسة) لا تكتسيه أي صبغة قانونية.

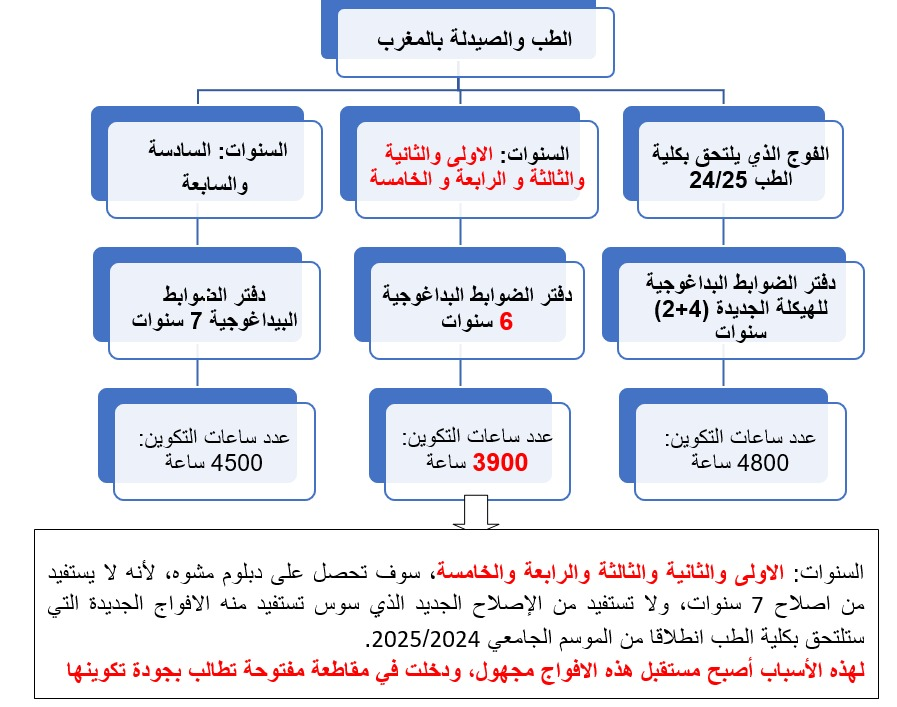
معضلة تكوين طلبة الطب بالمغرب

كما أن هذه الهيكلة سيتمخض عنها دبلوم مشوه للسنوات الأولى والثانية والثالثة والرابعة والخامسة فلا هي واصلت النظام القديم (7 سنوات=4500 ساعة) ولا هي استفادت من الاصلاح الجديد (6 سنوات=4800 ساعة)، وفرضت عليها هيكلة مهجنة (6 سنوات=3900 ساعة) تمس مسا صريحا بجودة تكوينها وتضعها امام مستقبل مجهول الأفق.
وتباينت مواقف طلبة كليات الطب وطب الأسنان وطلبة كليات الصيدلة بعد قرار مقاطعة الدراسة، وذلك بشأن العرض الذي قدمته الحكومة لإنهاء هذه المقاطعة. فقد رحب طلبة كليات الصيدلة بالعرض الحكومي، بينما عارضه طلبة كليات الطب.
عند التصويت، أبدى طلبة كليات الطب وطب الأسنان معارضتهم للعروض الحكومية بفارق ضئيل، حيث حصلت المعارضة على 50.45% مقابل 49.55% من المؤيدين. في المقابل، أيد طلبة كليات الصيدلة العرض الحكومي بأغلبية ساحقة، حيث بلغت نسبة التصويت في كلية الصيدلة بالرباط 95.14%، تلتها كلية فاس بنسبة 93.36%، ثم كلية الدار البيضاء بنسبة 92.99%.
رغم هذا القبول الواسع من طرف طلبة الصيدلة، أكدت اللجنة الوطنية الممثلة لطلبة الصيدلة أن هذا التصويت لا يعني رفع مقاطعة الدراسة، بل يتطلب توقيع محضر اتفاق يتضمن إلغاء العقوبات المفروضة على بعض الطلبة الذين قادوا الاحتجاجات، وإلغاء قرارات حل مكاتب ومجالس الطلبة. كما اشترط طلبة كليات الصيدلة إلغاء "نقطة الصفر" التي كُتبت على نتائج الطلبة الذين قاطعوا امتحانات الدورة الأولى، فضلاً عن ضرورة وضع جدولة زمنية مناسبة للامتحانات المقبلة.

### إعادة برمجة إمتحانات الدورة الربيعية واستمرار مقاطعة الطلبة
قام وزير التعليم العالي، عبد اللطيف ميراوي، بتغيير مسار الأحداث من خلال "مفاجأة" طلبة الطب والصيدلة ببرمجة الامتحانات في نهاية يونيو الجاري في جميع كليات الطب. واعتبر الطلبة المحتجون هذا القرار بمثابة تراجع عن المقاربة التشاركية التي التزمت بها الحكومة والوزارة في معالجة أزمة طلبة الطب.
بدورهم أعلن طلبة الطب والصيدلة يوم الثلاثاء، 25 يونيو 2024، عن مقاطعتهم للامتحانات التي قررت الحكومة إجراؤها اعتبارًا من يوم الأربعاء، 26 يونيو 2024. وقد اتهم الطلبة الحكومة بإدخالهم في سيناريو السنة البيضاء بقرار سياسي محض، محذرين من العواقب السلبية لهذا الخيار على البلاد، وعلى مشروع إصلاح المنظومة الصحية الذي يعتمد بشكل أساسي على التكوين الطبي والصيدلي، وكذلك على الصحة النفسية لـ25 ألف طالب وعائلاتهم.
نتيجة لذلك، أعلنت اللجنة الوطنية لطلبة الطب وطب الأسنان والصيدلة عن استمرار المقاطعة المفتوحة لجميع الأنشطة البيداغوجية، بما في ذلك الامتحانات والتدريب الاستشفائي والدروس النظرية. وبالتزامن مع موعد الامتحانات المقرر من قبل الحكومة، أطلق الطلبة حملة وطنية تحت شعار "مواجهة السياسات السلبية بالمواطنة الإيجابية"، تشمل التبرع بالدم ومبادرة لتنظيف الشواطئ والحدائق العامة.

### اعتصام طلبة الطب بوجدة

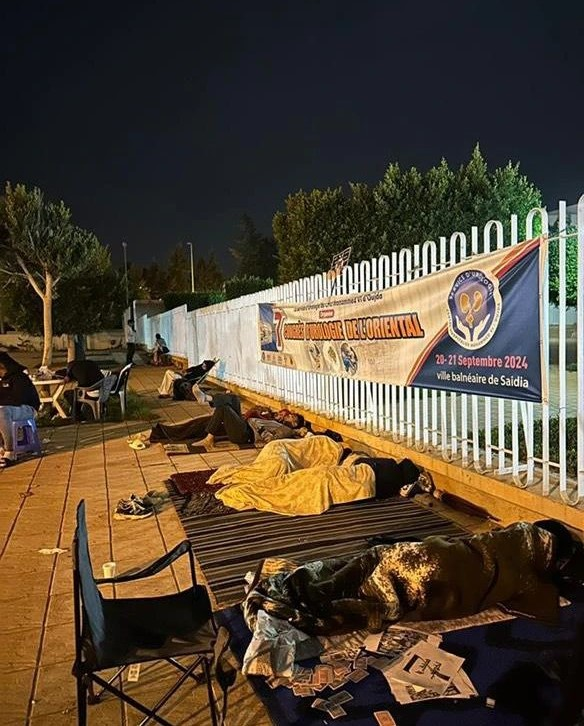
اعتصام طلبة الطب بوجدة مساء الأربعاء 18 شتنبر 2024، لمدة 12 ساعة

خاض طلبة الطب والصيدلة في وجدة يوم الأربعاء 18 شتنبر 2024، "اعتصامًا جزئيًا إنذاريًا" أمام مقر كلية الطب والصيدلة بوجدة، وذلك للمطالبة بتحسين جودة التكوين، تحت شعار "صمود التسع أشهر: حراك تاريخي، فشل وزاري".
واحتج الطلبة من أجل الدفاع عن ملفهم المطلبي الموحد على المستوى الوطني، والذي يتضمن الرفض القاطع لتقليص سنوات الدراسة من سبع إلى ست سنوات، والمطالبة بزيادة التعويضات على المهام، وإعادة الموقوفين الذين بلغ عددهم تسعة بكلية الطب بوجدة. كما أنهم باتوا مهددين بالحرمان من السكن في الأحياء الجامعية وكذلك من الحصول على المنح ومنح التميز، بسبب رفض كلياتهم تقديم شهادات التسجيل إلا بعد اجتيازهم للامتحانات.
وفي بيان تنديدي صادر عن مجلس طلبة الطب والصيدلة بوجدة، أُعلن أن المقاطعة ستظل مستمرة حتى تحقيق المطالب ورفع الحيف عن الدفعات الخمس، بالإضافة إلى إرجاع الموقوفين والهيئات التمثيلية للطلبة. وأكد الطلبة أن 90 في المئة منهم عبروا عن استعدادهم لمقاطعة الدخول الجامعي في حال ترسيب الطلبة المقاطعين واستمرار الأزمة على حالها.

### تدخل "وسيط المملكة"

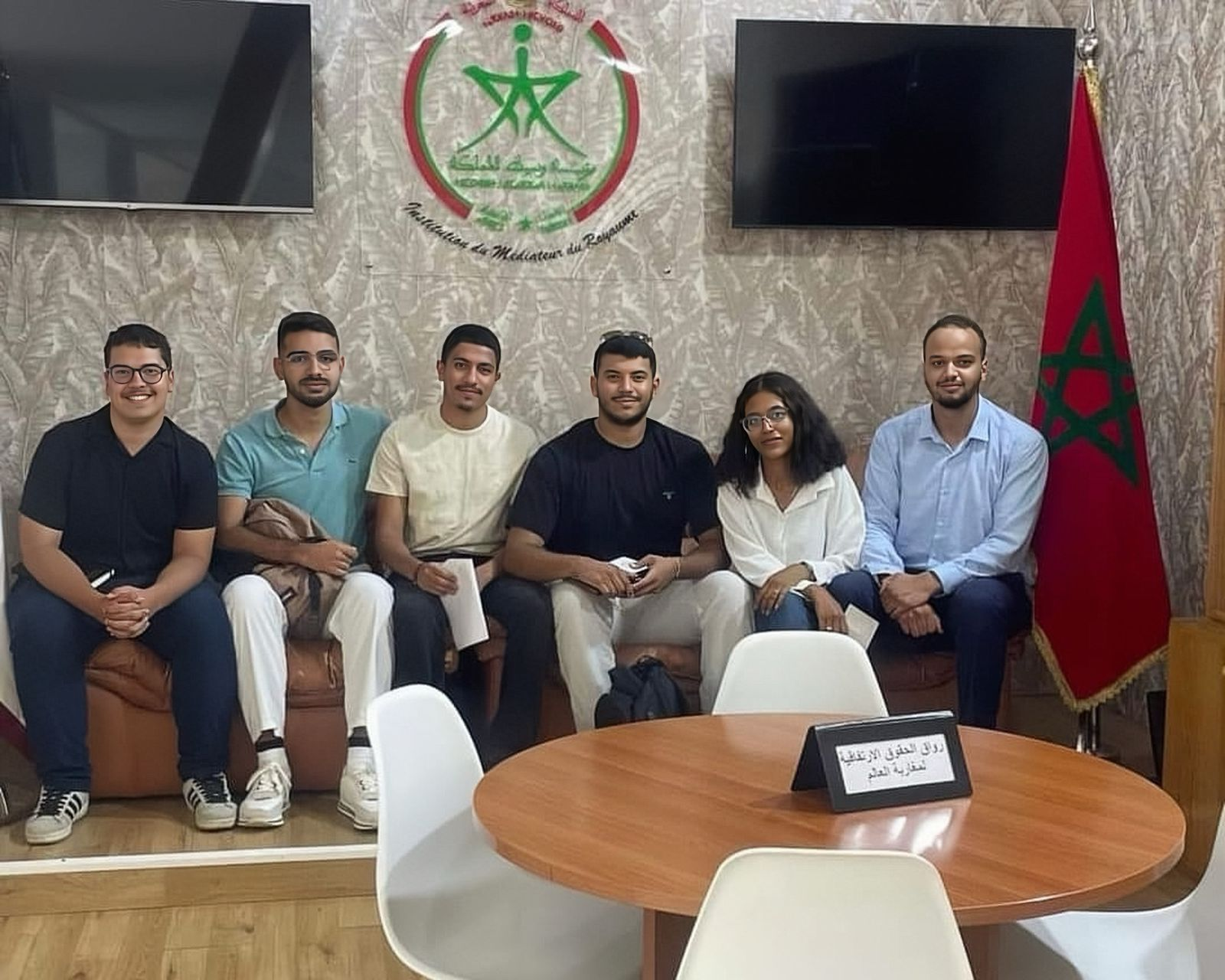
اجتماع ممثلي طلبة الطب مع وسيط المملكة

في خطوة جديدة، يستعد ممثلو الطلبة للاجتماع مع مؤسسة "وسيط المملكة"، التي قررت التدخل للتوسط في النزاع القائم بينهم وبين وزارة التعليم العالي والبحث العلمي.
وفي تصريحات لمصدر من اللجنة الوطنية لطلبة الطب وطب الأسنان والصيدلة، أُعلن أن "وسيط المملكة" السيد محمد بنعليلو قد تواصل معهم يوم الجمعة 20 شتنبر 2024، لترتيب اجتماع في مقر المؤسسة بالعاصمة الرباط في نفس اليوم. يهدف هذا الاجتماع إلى تمكين الطلبة من التعرف على العروض المقدمة من قبل عبد اللطيف ميراوي، وزير التعليم العالي، من خلال الوساطة التي تسعى إلى حل النزاع القائم.
لكن تأبى أزمة طلبة الطب إلا الاستمرار والتأزم؛ حيث تم إعلان نتائج اجتماع وسيط المملكة مع ممثلي الطلبة في العاصمة الرباط، والذي لم يحقق أي تقدم يذكر، مما ترك الطلبة في حالة من الاستياء بعد مرور عشرة أشهر من الاحتجاجات. قفي الاجتماع بين الأطراف، قُدم للطلبة مقترح اعتبروه أسوأ من المقترح الحكومي السابق. فإلى جانب كونه لا يستجيب لنقطة "السبع سنوات" العالقة، فإنه يزيد الطين بلة برفض منح الطلبة دورة استدراكية والاكتفاء بدورة واحدة لكل فصل دراسي. كما لم يتم الخوض في نقطة إلغاء العقوبات المطبقة على عدد من الطلبة المتزعمين للاحتجاجات. بالإضافة إلى ذلك، تم رفض إعادة برمجة التداريب الاستشفائية، واعتُبرت تداريب غير مستوفاة تستدرك خلال السنة السادسة، مما قد يحرم الطلبة الأطباء من الترشح لمباراة الداخلية
وسجلت نسبة الرفض في كلية الطب والصيدلة في العاصمة الرباط 70 في المائة، وفي الدار البيضاء 71.3 في المائة، في حين سجلت على مستوى كلية الطب وطب الأسنان والصيدلة بفاس 79.1 في المائة، وفي بني ملال 78.7 في المائة، والراشيدية 77.4 في المائة.
ورفض طلبة كلية الطب والصيدلة في مراكش العرض بنسبة 84.8 في المائة، في حين رفضه طلبة كلية الطب والصيدلة في أكادير 74.8 في المائة.

### اعتصام طلبة الطب بالرباط "الأربعاء الأسود"
في انتهاك صارخ لحرية التعبير والحق في الاحتجاج، المنصوص عليه في الفصلين 111 و29 من الدستور المغربي وكذا المادة 21 من العهد الدولى الخاص بالحقوق المدنية والسياسية الذي يلتزم به المغرب منذ 1966: "يُعترف بالحق في التجمع السلمي ،  ولا يجوز وضع القيود على ممارسة هذا الحق غير ما يفرض منها تمشيا مع القانون والتي تستوجبها ،  في مجتمع ديمقراطي ،  مصلحة الأمن الوطني أو السلامة العامة أو النظام العام أو حماية الصحة العامة أو الأخلاق أو حماية حقوق الآخرين وحرياتهم". تدخلت قوات الأمن في الرباط بقوة لمنع اعتصام لطلبة كليات الطب، مساء الأربعاء 25 شتنبر 2024، أمام كلية الطب والصيدلة، بطريقة وحشية وشنيعة، لا تمت بصلة لدولة الحق والقانون.

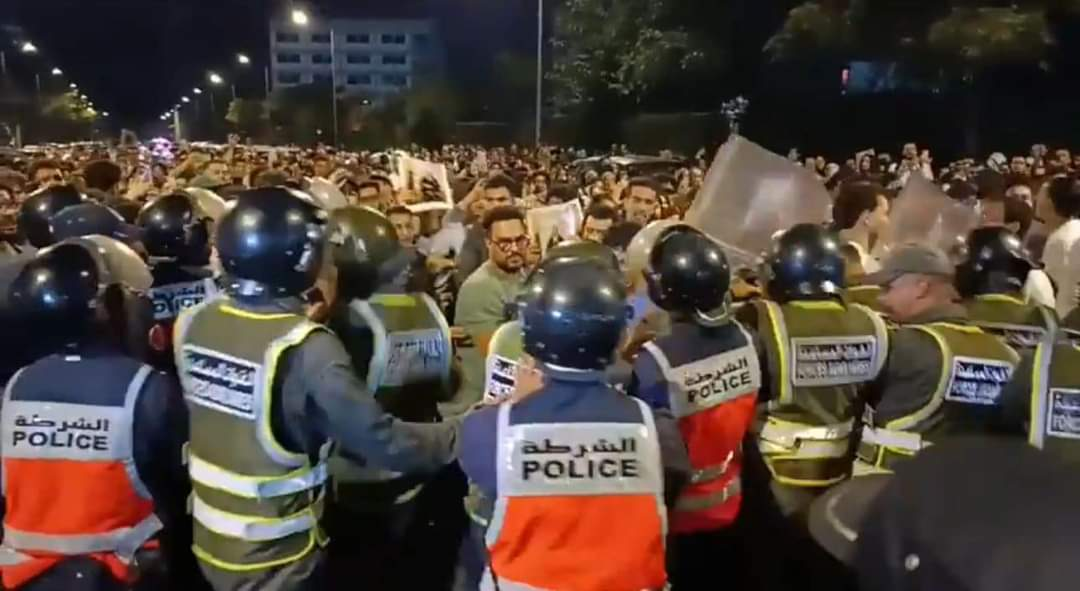
قوات الشرطة تفض اعتصاما سلميا لطلبة الطب بالرباط

كان من المزمع تنظيم اعتصام سلمي لمدة 12 ساعة أمام مقر الكلية رداً على سياسة المماطلة التي تنتهجها وزارة ميراوي. وقد قام منظمو الاعتصام بإشعار السلطات بفترة كافية قبل تنظيمه، ملتزمين بجميع البروتوكولات المعمول بها. لكنهم فوجئوا بأعداد مهولة من قوات الأمن والقوات المساعدة تحاصرهم وتمنعهم من مواصلة احتجاجهم السلمي، مستخدمة طرقاً همجية كالدفع والركل والسب والشتم، شملت الطلبة وذويهم على حد سواء. بل وصل الأمر إلى اعتقال ممثلي الطلبة وأبٍ جاء لمؤازرة ابنه في نضاله المشروع.
كانت ليلة سوداء عاشها طلبة الطب في الرباط، حيث توجهوا لمقر كليتهم حاملين صور جلالة الملك محمد السادس، لا لإثارة الشغب أو تخريب الممتلكات، بل لتنظيم احتجاج سلمي يطالبون فيه بأبسط حقوقهم: "الجودة في التكوين". ومع ذلك، فإن سياسة القمع التي تنتهجها الدولة لا ترى صالحاً ولا طالحاً، بل تصر على ترهيبهم ومحاولة زرع الخوف في قلوبهم بالعنف اللفظي والمعنوي والاعتقال التعسفي.
إن هذه المحاولات الجبانة، التي لا تسمن ولا تغني من جوع، لن تزيد الطلبة سوى وحدة وعزما على مواصلة كفاحهم حتى النصر.

### وقفة الأطباء الداخليين والمقيمين

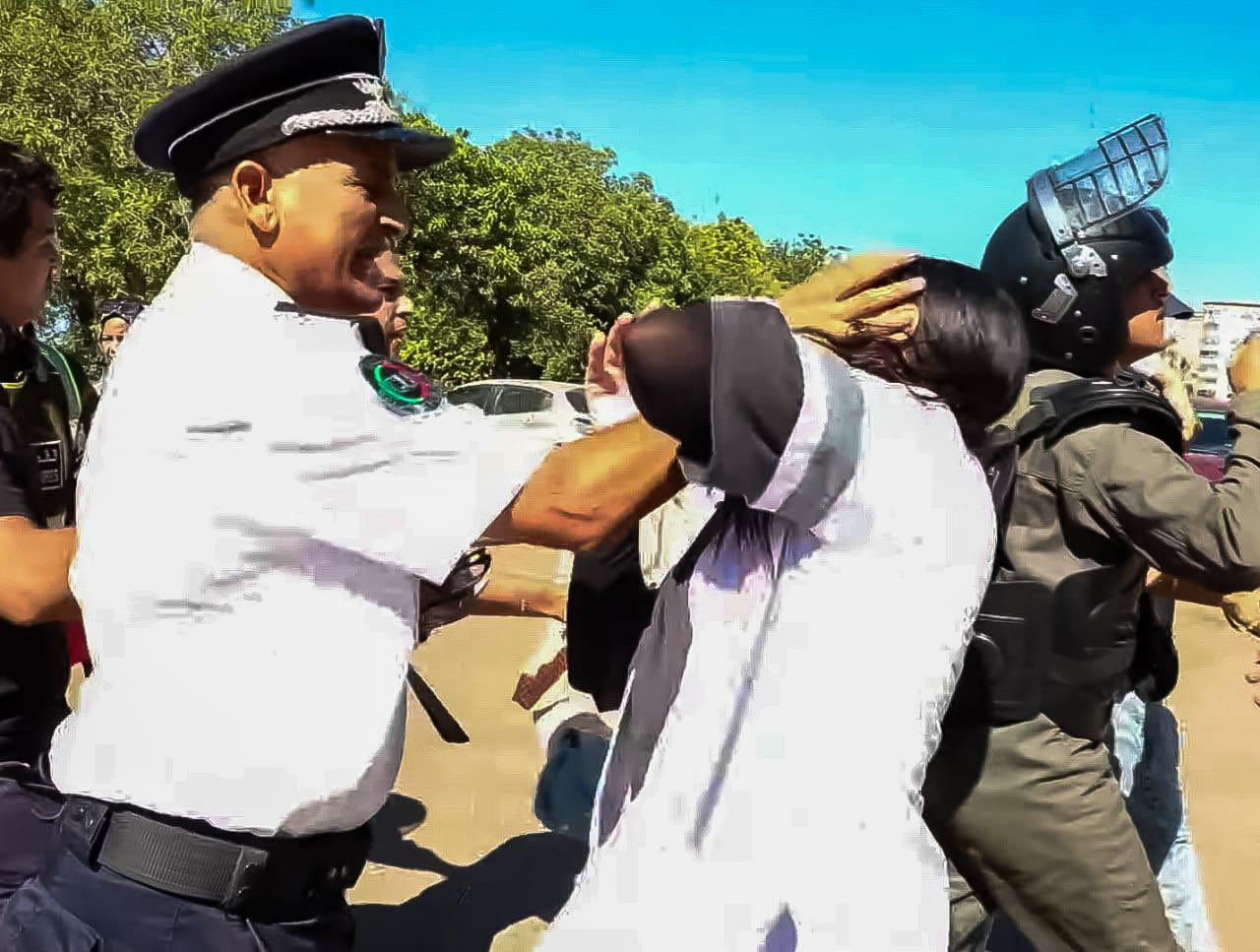
تدخل عنيف لرجل امن ضد طالبة طب في الرباط

تضامنا مع زملائهم طلبة الطب والصيدلة، نظم الاطباء الداخليين والمقيمين وقفة احتجاجية امام المستشفيات الجامعية بكل ربوع المملكة احتجاجا على التدخل العنيف الذي تعرض له اعتصام "اطباء الغد" بالرباط مساء الأربعاء 25 شتنبر 2024. لكن السلطات القمعية كانت لهم بالمرصاد كالعادة.

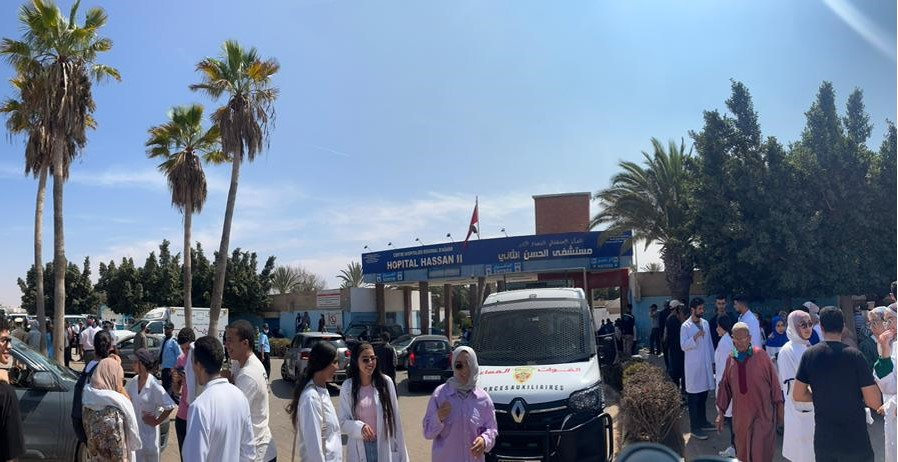
تجمع احتجاجي لطلبة الطب والاطباء الداخليين والمقيمين أمام المستشفى الجهوي الحسن الثاني بأكادير

ففي الرباط كان يشارك في وقفة سلمية أطباء داخليون ومقيمون بالمستشفى الجامعي ابن سينا، رفقة طلبة الطب قبل تدخل السلطات الأمنية لفض تظاهرهم بالقوة. تدخلات عنيفة اسفرت عن اصابات واعتقالات تعسفية طالت 28 شخصاً بين طالب طب وطبيب داخلي، وحسب اللجنة الوطنية لطلبة الطب والصيدلة، فإنه تقرر متابعتهم بتهم العصيان وعدم الامتثال لأوامر السلطة، والتجمهر الغير مسلح الغير مرخص، بعد تقديمهم أمام أنظار وكيل الملك بالمحكمة الابتدائية بالرباط، على ان تتم اول جلسة محاكمة يومه الأربعاء 23 أكتوبر 2024.
وفي أكادير لم تكلل الوقفة الاحتجاجية بالنجاح، فبعد وصول الطلبة لعين المكان، المستشفى الجهوي الحسن الثاني، فوجئوا بالكم الهائل لقوات الشرطة والقوات المساعدة الذين اشترطوا على الطلبة إنهاء الوقفة في أقل من 25 دقيقة، وما وجد الطلبة بديلا إلا الإمتثال لهذه الاوامر الجائرة نظرا لعدد القوات المهول التي كانت لهم بالمرصاد.
يُذكَر ان طلبة كلية الطب والصيدلة بأكادير لا زالوا لحدود الساعة يستفيدون من تداريبهم الاستشفائية في المستشفى الجهوي الحسن الثاني، في ظل التتأخر والمماطلة في افتتاح المستشفى الجامعي. وجدير بالذكر أن الدفعات الاولى على أهبة التخرج من الكلية دون ان تطأ قدما داخل المستشفى الجامعي، في استهتار صريح بتكوينها وجودة تدريباتها.

### المقترح الوزاري الجديد بوساطة مؤسسة وسيط المملكة
قدّم الوزير الجديد للتعليم العالي والبحث العلمي والابتكار، عز الدين ميداوي، مقترحاً يقضي بالتراجع عن تقليص سنوات التكوين بالنسبة للأفواج الحالية من طلبة الطب، مع استثناء فوج السنة الأولى (موسم 2023-2024). وأوضح أن السنة السابعة قد تكون اختيارية أو يتم تعويضها بساعات إضافية ضمن السنة السادسة. مع الالتزام بتنفيذ الاتفاقات السابقة، بما في ذلك زيادة المنح المالية للطلبة وإصلاح برامج السلك الثالث.
و يتضمن المقترح النقاط الرئيسة التالية:
- تطبيق تقليص سنوات التكوين الطبي (من 7 إلى 6 سنوات) فقط على الطلبة الجدد (دفعة 2023 وما بعدها).
- الإبقاء على التكوين لمدة 7 سنوات للأفواج السابقة (من السنة الثانية الى السنة الخامسة).
- إلغاء العقوبات التأديبية المفروضة على الطلبة.
- إصدار مرسوم جديد لمسالك الداخلية والإقامة ابتداءً من يناير 2025 مع تحسين التعويضات.
- الالتزام بتنفيذ الاتفاقات السابقة، مثل زيادة المنح وإصلاح برامج السلك الثالث.

### عقد جموع عامة للطلبة

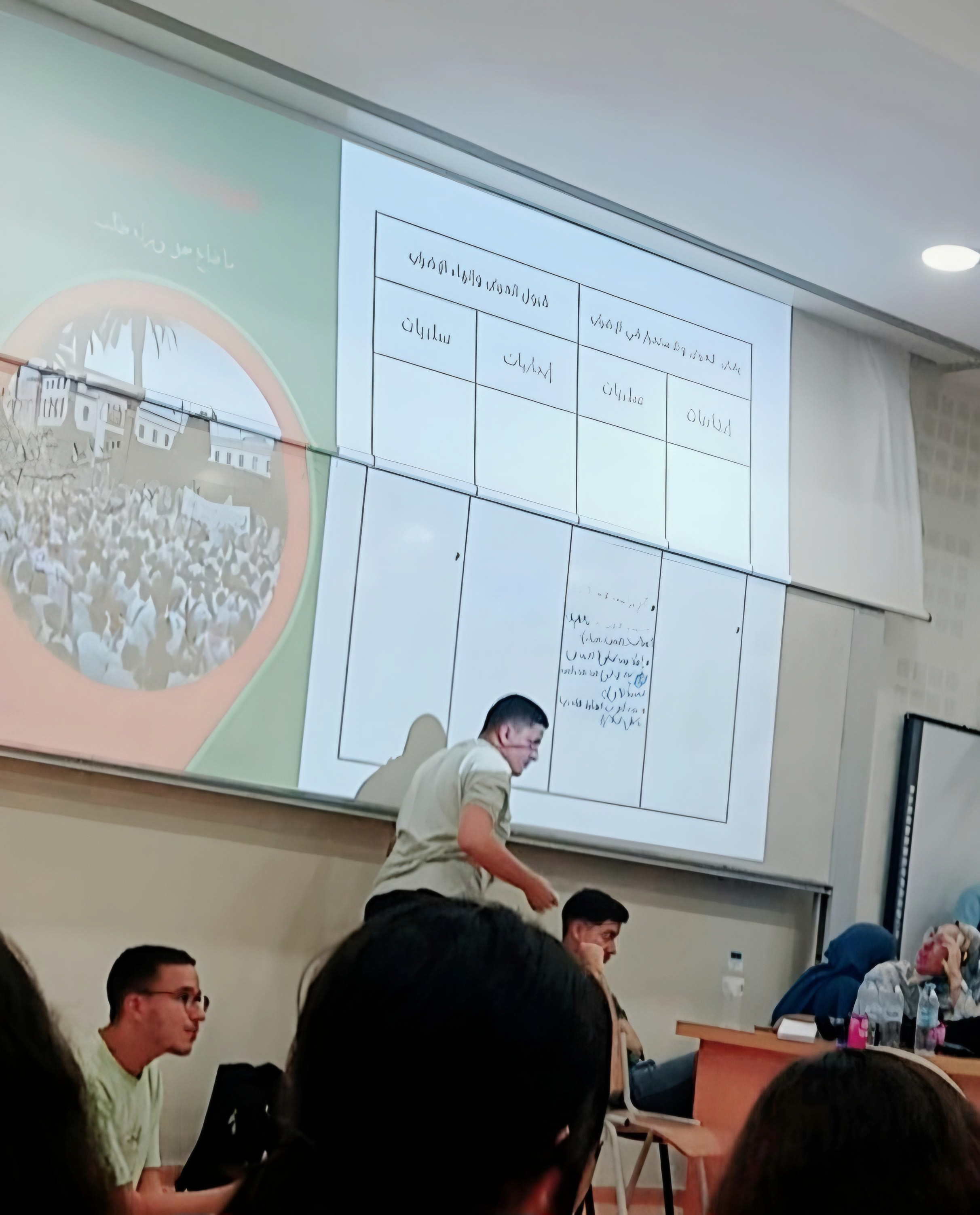
جمع عام للطلبة بكلية الطب والصيدلة بأكادير يوم الثلاثاء 5 نونبر 2024.

عُقِدت جموع عامة للطلبة بكافة كليات الطب بالمملكة، يومه الثلاثاء 5 نونبر 2024، لمناقشة مخرجات المقترح الوزاري الجديد الذي قدمته وزارة التعليم العالي والبحث العلمي والابتكار بهدف إيجاد حل نهائي للأزمة المستمرة. خلال هذه الاجتماعات، استعرض الطلبة، بقيادة ممثليهم، تفاصيل المقترح الوزاري الذي يتضمن تراجعًا عن تطبيق تقليص سنوات التكوين للأفواج السابقة والإبقاء على نظام التكوين لمدة سبع سنوات، مع استمرار النقاش حول مصير طلبة السنة الأولى (2023-2024). كما تمت مناقشة النقاط المتعلقة بإلغاء العقوبات التأديبية، وتحسين ظروف التكوين، وإصدار مرسوم جديد يخص مسالك الداخلية والإقامة ابتداءً من يناير 2025.
وعبّر الطلبة عن آرائهم المتباينة بشأن المقترح الوزاري، حيث أبدى العديد منهم ارتياحًا تجاه بعض بنوده الإيجابية، بينما أبدى آخرون تحفظاتهم حيال نقاط مثيرة للجدل. تمحورت هذه التحفظات حول عدم استفادة دفعة 2023 من السنة السابعة، مما يثير تساؤلات حول مدى تحقيق العدالة بين جميع الأفواج، إلى جانب التحدي المرتبط بضيق الوقت المتبقي من السنة الدراسية الحالية.
هذا الوضع يضع الطلبة أمام خيارين صعبين: إما إنصاف دفعة 2023، الأمر الذي قد يؤدي إلى ضياع سنتين دراسيتين في محاولة لإنقاذ سنة واحدة، أو التركيز على إنقاذ السنة الدراسية الحالية، ما قد يُشعر دفعة 2023 بعدم الإنصاف.

### التصويت الاول حضوريا

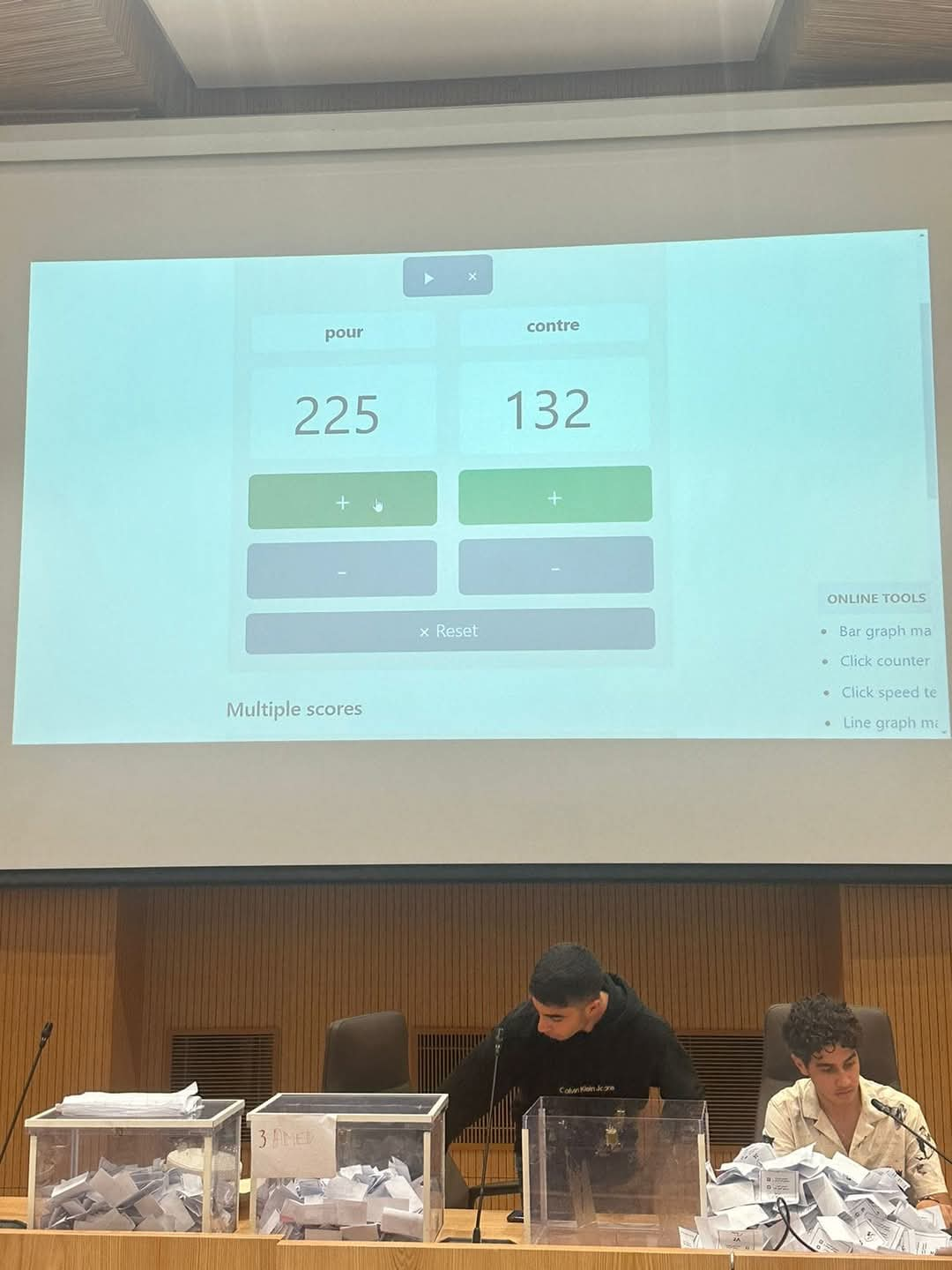
عملية فرز الاصوات بكلية الطب والصيدلة بالرباط

وفقًا لما تم تسجيله في تصويت يوم الأربعاء 6 نونبر 2024، بلغت نسبة الطلبة الذين رفضوا العرض الحكومي الجديد حوالي 38%، مقابل 28% ممن وافقوا عليه، فيما امتنع نحو 34% عن المشاركة في التصويت. هذا التقارب في النتائج أثار نقاشًا حول تأثير نسبة الامتناع عن التصويت على توجيه القرار النهائي، خاصة في ظل استمرار الجدل بشأن مخرجات العرض المقدم.
كما ان التفاوت الكبير في الآراء بين كليات المغرب خلق مخاوف جديدة من التفرقة بين الكليات؛ ففي الرباط والدار البيضاء ووجدة، أبدى الطلبة تأييدهم لعرض وزير التعليم العالي، عز الدين ميداوي، المقدم عبر وسيط المملكة. أما في كليات طنجة، فاس، مراكش، أكادير، العيون، الراشيدية، بني ملال، وكلميم، فقد تم رفض العرض.
واستجابة لهذا الوضع، تقرر تنظيم جولة تصويت جديدة يوم الخميس 7 نونبر 2024، باستخدام آلية الاستبيانات الرقمية التي تتيح مشاركة أكبر عدد من الطلبة من مختلف الكليات.

### التصويت الثاني رقميا
بسبب انخفاض نسبة المشاركة وتقارب نتائج التصويت الأولية، تم اللجوء إلى تنظيم تصويت رقمي إضافي لتوسيع نطاق المشاركة وضمان تمثيل أكثر دقة لموقف الطلبة.

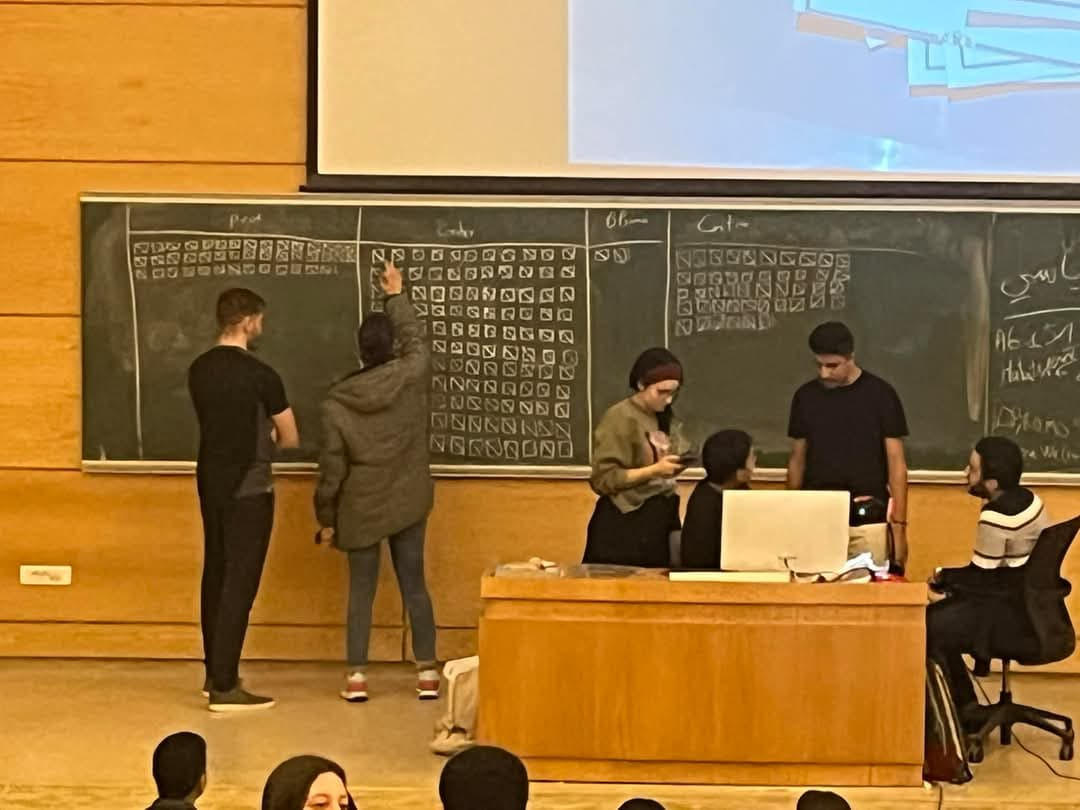
عملية فرز الاصوات بكلية الطب والصيدلة بطنجة

وانتهى التصويت بإعلان تأييد 57% من الطلبة للمقترح الحكومي، مقابل 43% أعربوا عن رفضهم له، في عملية شهدت نسبة مشاركة مرتفعة تجاوزت 90% وفقًا لمعطيات اللجنة الوطنية لطلبة الطب والصيدلة وطب الأسنان.
هذا التوافق المبدئي يمثل خطوة إيجابية نحو إنهاء الأزمة الطويلة التي شهدتها كليات الطب والصيدلة وطب الأسنان. ومع ذلك، يظل تحقيق التطلعات مرهونًا بتنفيذ بنود الاتفاق بشكل فعلي وعملي، لضمان ترجمة هذا التوافق إلى تحسين ملموس في ظروف التكوين الطبي واستقرار الأجواء الدراسية.

## رفع المقاطعة
بعد ما يقارب أحد عشر شهرًا (10 أشهر و23 يومًا)، طُويت صفحة ما وُصف بـ"أطول إضراب لطلاب الطب في العالم"، إضراب حافل بالأحداث والوقائع التي ستظل محفورة في ذاكرة كل طالب شارك فيه. كانت رحلة كفاح شاقة خاضها الطلبة دفاعًا عن حقهم في تكوين أكاديمي يليق بهم وكرامة طلابية مصونة. خلال هذه الرحلة، بذلوا كل ما لديهم، وضحوا بصحتهم النفسية ومستقبلهم الدراسي في سبيل استعادة حقوقهم المسلوبة بغير وجه حق، مسطرين بذلك فصلًا جديدًا من النضال الطلابي.

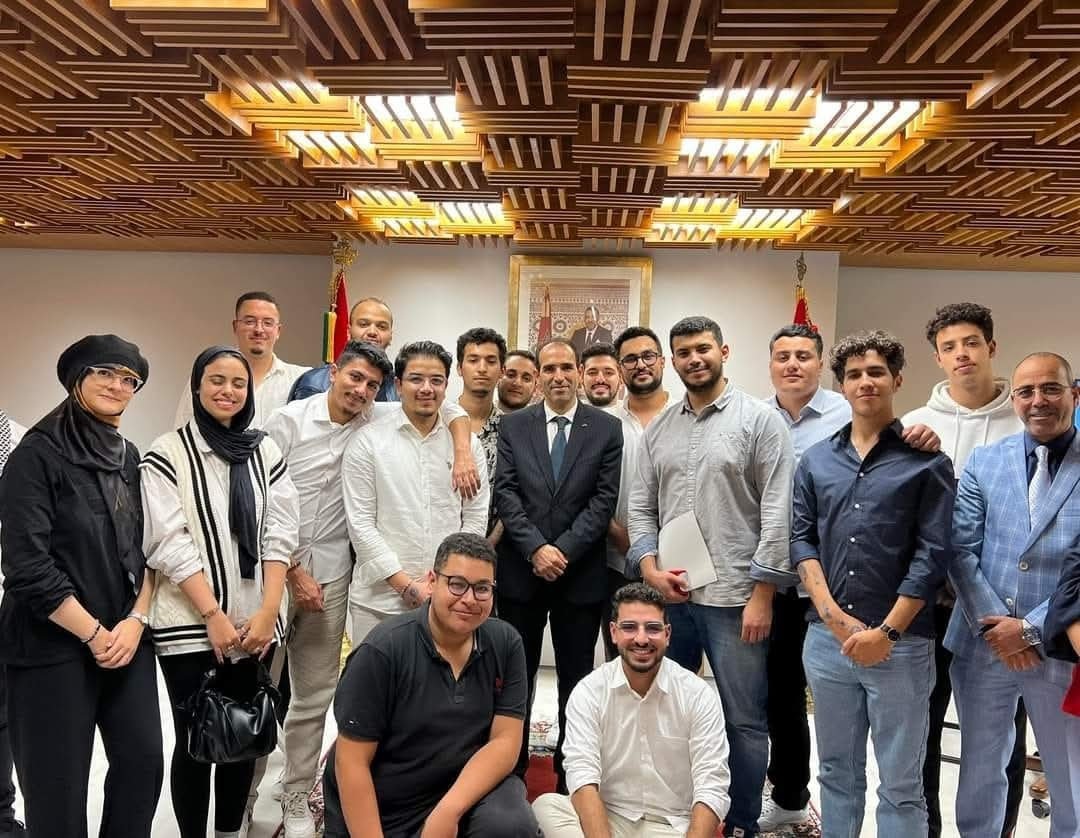
اجتماع ممثلي طلبة الطب مع وزير التعليم العالي بوساطة وسيط المملكة

صباح الجمعة 8 نونبر 2024، وبعد اجتماع دام عدة ساعات، أعلنت اللجنة الوطنية لطلبة الطب والصيدلة وطب الأسنان، بالموازاة مع مؤسسة وسيط المملكة، رسميًا نهاية الإضراب الذي استمر لما يقارب أحد عشر شهرًا. وجاء هذا الإعلان بعد التوافق على المقترح الحكومي الجديد، الذي حاز على دعم الأغلبية في التصويت النهائي.
هذا التوافق يمثل نقطة تحول هامة في مسار التكوين الطبي بالمملكة، حيث أبدت اللجنة الوطنية تطلعها إلى تنفيذ بنود الاتفاق بشكل جدي ومسؤول من طرف الوزارة، بما يضمن استعادة الاستقرار داخل الكليات وتحقيق الإنصاف لجميع الأفواج. كما أشادت اللجنة بروح التضامن والصمود التي أظهرها الطلبة طيلة فترة الإضراب، مؤكدة أن هذه التجربة ستظل درسًا تاريخيًا في النضال الطلابي، ورسالة واضحة حول أهمية الحوار الجاد لتحقيق التغيير.
هكذا أُسدِل الستار على واحدة من أطول وأبرز محطات النضال الطلابي في قطاع التعليم الطبي. ومع انتهاء الإضراب يعود طلبة الطب والصيدلة وطب الأسنان إلى مقاعد الدراسة، آملين أن تكون هذه المرحلة بداية جديدة لتحسين جودة التكوين الطبي وضمان حقوق الطلبة في بيئة تعليمية تلبي طموحاتهم وتدعم مستقبلهم المهني.